# Rhodostemonodaphne celiana
Rhodostemonodaphne celiana là loài thực vật có hoa trong họ Nguyệt quế. Loài này được (C.K.Allen) Rohwer miêu tả khoa học đầu tiên năm 1986.